# Konidioma stromatyczna
Konidioma stromatyczna – u grzybów rodzaj konidiomu, czyli struktury wytwarzającej zarodniki konidialne. Jest to podkładka nie mająca ściany ani ujścia. Wewnątrz niej jest jedna lub wiele komór, a na ich wewnętrznej stronie konidiofory wytwarzające konidia. Wyglądem konidioma stromatyczna jest podobna do pyknidium, dużo rzadziej do acerwulusa. Może występować na powierzchni podłoża, lub być zanurzona w substracie. Pod względem budowy wyróżnia się dwa typy:
- eustromatyczna – zbudowana wyłącznie ze strzępek grzybni,
- pseudostromatyczna – oprócz strzępek grzybni występują w niej komórki żywiciela.

Gdy konidia dojrzeją, ściana konidiomy wykrusza się i odsłaniają się jej komory wyłożone konidiami.